# Bob Guindon
Robert Pierre „Bob“ Guindon (* 19. November 1950 in Labelle, Québec) ist ein ehemaliger kanadischer Eishockeyspieler, der im Verlauf seiner aktiven Karriere zwischen 1967 und 1981 unter anderem 527 Spiele für die Nordiques de Québec und Winnipeg Jets in der World Hockey Association (WHA) sowie sechs weitere Partien für Winnipeg in der National Hockey League (NHL) auf der Position des linken Flügelstürmers bestritten hat. In Diensten der Winnipeg Jets gewann Guindon zwischen 1976 und 1979 insgesamt dreimal die Avco World Trophy, wobei er im Jahr 1978 als WHA Playoff MVP individuell ausgezeichnet wurde.

## Karriere
Guindon verbrachte seine Juniorenzeit in seiner Heimatprovinz Québec. Dort spielte er in der Saison 1967/68 zunächst für die Alouettes de Saint-Jérôme in der Vorgängerliga der Ligue de hockey junior majeur du Québec (LHJMQ), ehe er zu den Canadien junior de Montréal wechselte, die zu dieser Zeit der Ontario Hockey Association (OHA) angehörten. Bei den Junior Canadiens verbrachte der Flügelstürmer zwei überaus erfolgreiche Jahre. Sowohl in der Spielzeit 1968/69 als auch 1969/70 gewann er mit dem Team das Double aus dem J. Ross Robertson Cup der OHA und dem Memorial Cup des Dachverbands Canadian Hockey League. Insbesondere zu den beiden Titelgewinnen im Jahr 1970 konnte Guindon mit 26 Scorerpunkten in den OHA-Playoffs sowie 19 im Memorial-Cup-Turnier maßgeblich beitragen. Folglich wurde er am Saisonende ins Second All-Star Team der OHA berufen und anschließend im NHL Amateur Draft 1970 in der zweiten Runde an 26. Stelle von den Detroit Red Wings aus der National Hockey League (NHL) ausgewählt.
Nach der Auswahl im Draft wechselte der kurz vor seinem 20. Geburtstag stehende Angreifer in die Organisation der Detroit Red Wings, wo er in den folgenden beiden Spieljahren zwischen 1970 und 1972 aber ausschließlich in den Farmteams des Mutterklubs eingesetzt wurde. Neben zwei Einsätzen für die Muskegon Mohawks in der International Hockey League (IHL) spielte er hauptsächlich für die Fort Worth Wings in der Central Hockey League (CHL). Ohne Aussicht auf Einsätze bei den Red Wings in der NHL entschied sich Guindon im Mai 1972 einen Vertrag bei den Nordiques de Québec aus der neu gegründeten und als Konkurrenzliga zur NHL aufgebauten World Hockey Association (WHA) zu unterschreiben. Die Nordiques hatten sich seine Transferrechte für die Liga bereits im Rahmen des WHA General Player Draft, der im Februar 1972 abgehalten wurde, gesichert. Der Franko-Kanadier hinterließ zurück in seiner Heimat auf Anhieb einen bleibenden Eindruck. In seinem ersten Jahr erreichte er 56 Scorerpunkte, ehe er den Wert im Folgejahr auf 70 Punkte steigerte. Darunter befanden sich zum einzigen Mal in seiner Karriere mehr als 30 Tore in einem Spieljahr. Nachdem die Saison 1974/75 mit lediglich 30 Punkten in der regulären Saison eher enttäuschend verlaufen war, war sein Spiel in den Playoffs, wo er in 15 Spielen 13-mal punktete, maßgeblich dafür verantwortlich, dass die Nordiques die Finalserie um die Avco World Trophy erreichten. Dort unterlagen sie dem Vorjahresmeister Houston Aeros aber deutlich mit 0:4.
Obwohl Guindon in den Playoffs überzeugt hatte, entschieden sich die Nordiques de Québec im Oktober 1975 kurz vor dem Saisonstart dazu, den Vertrag mit ihm vorzeitig aufzulösen. Nur wenige Wochen später erhielt er vom Ligakonkurrenten Winnipeg Jets einen Probevertrag über acht Spiele. Aufgrund der finanziellen Probleme Winnipegs sahen sie Mitte des Monats aber von einer Weiterverpflichtung des Angreifers ab, so dass dieser zunächst keinen neuen Arbeitgeber fand. Erst im Februar des folgenden Jahres sicherten sich die Jets endgültig die Dienste des Free Agents, der am Saisonende erstmals die Avco World Trophy mit dem Team gewinnen konnte. In den folgenden beiden Jahren entwickelte sich Guindon zu einer Stammkraft im Kader Winnipegs. Insbesondere im Verlauf der WHA-Playoffs 1978 stellte er seine sonst im Fokus des medialen Interesses stehenden Mitspieler Bobby Hull, Ulf Nilsson und Anders Hedberg aber in den Schatten. Mit 13 Scorerpunkten, darunter acht Tore, in den neun Playoff-Partien des Franchises war er der maßgebende Faktor zum erneuten Gewinn der Avco World Trophy, nachdem das Team im Vorjahr die Finalserie gegen seinen Ex-Klub Québec verloren hatte. Folglich, aber für viele auch überraschend, wurde als WHA Playoff MVP ausgezeichnet. Bei der vierten Finalteilnahme in Folge im Jahr 1979 sicherten sich die Jets den dritten Titel.
Durch die Auflösung der WHA am Ende der Saison 1978/79 gehörten die Winnipeg Jets zu den vier Franchises, die zur Spielzeit 1979/80 in die NHL aufgenommen wurden. Da die Detroit Red Wings darauf verzichteten, ihr seit 1970 bestehendes Vorrecht auf Guindons NHL-Transferrechte geltend zu machen, verblieb er trotz des Ligenwechsels Eigentum der Jets. Jedoch gelang es dem Offensivspieler nicht, sich in der qualitativ etwas hochwertigeren Liga durchzusetzen. Mit Ausnahme von sechs Spielen in der Weihnachtszeit 1979 verbrachte er die Spielzeiten zwischen 1979 und 1981 bei den Tulsa Oilers in der CHL, die als Farmteam Winnipegs fungierten. Dort war er zeitweise auch als spielender Assistenztrainer tätig. Im Sommer 1981 beendete er im Alter von 30 Jahren seine Karriere als Aktiver.

## Erfolge und Auszeichnungen
| - 1969 J.-Ross-Robertson-Cup-Gewinn mit den Canadien junior de Montréal - 1969 Memorial-Cup-Gewinn mit den Canadien junior de Montréal - 1970 J.-Ross-Robertson-Cup-Gewinn mit den Canadien junior de Montréal - 1970 OHA Second All-Star Team - 1970 Memorial-Cup-Gewinn mit den Canadien junior de Montréal | - 1976 Avco-World-Trophy-Gewinn mit den Winnipeg Jets - 1978 Avco-World-Trophy-Gewinn mit den Winnipeg Jets - 1978 WHA Playoff MVP - 1979 Avco-World-Trophy-Gewinn mit den Winnipeg Jets |

## Karrierestatistik
(Legende zur Spielerstatistik: Sp oder GP = absolvierte Spiele; T oder G = erzielte Tore; V oder A = erzielte Assists; Pkt oder Pts = erzielte Scorerpunkte; SM oder PIM = erhaltene Strafminuten; +/− = Plus/Minus-Bilanz; PP = erzielte Überzahltore; SH = erzielte Unterzahltore; GW = erzielte Siegtore; 1 Play-downs/Relegation; Kursiv: Statistik nicht vollständig)